# تيد كينيدي
تيد كينيدي (بالإنجليزية: Ted Kennedy)‏ (و. 1925 – 2009 م) هو لاعب هوكي الجليد كندي، ولد في بورت كولبورن، أونتاريو، مركز لعبه هو مركز ‏، توفي في أونتاريو، عن عمر يناهز 84 عاماً، بسبب قصور القلب.
.

## جوائز
حصل على جوائز منها:
- كأس ستانلي.

## روابط خارجية
- تيد كينيدي على موقع دوري الهوكي الوطني (الإنجليزية)
- تيد كينيدي على موقع قاعة مشاهير الهوكي (لاعب أن.إتش.أل) (الإنجليزية)
- تيد كينيدي على موقع EliteProspects.com (الإنجليزية)
- تيد كينيدي على موقع HockeyDB.com (الإنجليزية)
- تيد كينيدي على موقع Hockey-Reference.com (الإنجليزية)
- تيد كينيدي على موقع قاعة أونتاريو للمشاهير الرياضية (مؤرشف) (الإنجليزية)